# Hanne Levison
Hanne Levison (født 2. august 1936) var en dansk idrætskvinde.
Hanne Levison var på det danske hold som spillede EM i basketball i Tjekkoslovakiet 1956. Hun spillede også fire kampe på det danske håndboldlandhold i 1960 og klubspil i HG hvor hun var med til at vinde DM.
Hanne blev gift med Knud Gunni Knudsen, tidligere landstræner for både kvinde- og herrelandsholdet i håndbold, samt international håndbolddommer.